# Cradle of filth
Cradle of Filth és un grup de metal extrem de Suffolk, Regne Unit, format el 1991. S'han vist aplaudits i rebutjats per diferents comunitats de metal.
Existeix una gran polèmica entre els fans del metal respecte al subgènere en què caldria incloure la banda, que als inicis era classificada com a black metal i ha anat derivant cap a altres gèneres com el gòtic, el metal simfònic i altres estils de metal extrem.
La seua lírica i imatges estan clarament influenciades per la literatura gòtica, la poesia, la mitologia i les pel·lícules de terror; però la polèmica ve perquè la banda s'ha donat a conèixer àmpliament als mitjans i ha aconseguit fama de «banda comercial», cosa que la majoria dels seus devots seguidors critiquen amb força.
De vegades se’ls titlla de satànics, però les seues referències al satanisme són poques i distants; tot i això, l'ús d'imatges satàniques és sens dubte per a crear una forta impressió i no té res a veure amb les seues creences.
Segons la revista Metal Hammer, és la banda de metal britànica amb major èxit des d'Iron Maiden.

## Discografia

### Demos
- 1992 Orgiastic Pleasures
- 1992 The Black Goddess Rises
- 1992 Invoking the Unclean
- 1992 Total Fucking Darkness

### Àlbums d'estudi
- 1994 - The Principle of Evil Made Flesh
- 1997 - Dusk... and Her Embrace
- 1998 - Cruelty and the Beast
- 2000 - Midian
- 2003 - Damnation and a Day
- 2004 - Nymphetamine
- 2006 - Thornography
- 2008 - Godspeed on the Devil's Thunder
- 2010 - Darkly, Darkly, Venus Aversa
- 2012 - The Manticore and Other Horrors
- 2015 - Hammer of the Witches
- 2017 - Cryptoriana - The Seductiveness of Decay
- 2021 - Existence Is Futile
- 2025 - The Screaming of the Valkyries

### Àlbums en viu
- 2002 - Live Bait for the Dead
- 2007 - Eleven Burial Masses

### Àlbums recopilatoris
- 2001 - Bitter Suites to Succubi
- 2002 - Lovecraft & Witch Hearts
- 2006 - The Cradle of Filth Box Set
- 2007 - Cruelty and the Beast/Dusk and Her Embrace (2 in 1)

### EP
- 1996 - Vempire or Dark Fairytales in Phallustein
- 1999 - From the Cradle to Enslave

### Miscel·lània
- 2000 - Maximum Filth
- 2001 - Audio Biography

### Senzills
- 1994 - Venus In Fear
- 1998 - Twisted Nails of Faith
- 2001 - No Time to Cry
- 2003 - Babalon A.D.
- 2003 - Mannequin
- 2004 - 3-song sampler
- 2005 - Devil Woman
- 2006 - Dirge Inferno
- 2008 - Honey and Sulphur

### Demos
- 1992 - Invoking the Unclean
- 1992 - Orgiastic Pleasures Foul
- 1993 - Total Fucking Darkness

### No publicats
- 1999 - Goetia[1]

## Vídeo

### Àlbums en DVD
- 1998 - Dusk and Her Embrace: The Movie [VHS]
- 1999 - PanDaemonAeon
- 2001 - Heavy Left Handed and Candid [Video/DVD]
- 2001 - Heavy Left Handed and Candid [Alemanya]
- 2002 - From the Cradle to the Grave [Video/DVD]
- 2003 - Mannequin
- 2005 - Peace Through Superior Firepower

### Vídeos musicals
| Año  | Title                                    | Director       |
| ---- | ---------------------------------------- | -------------- |
| 1999 | "From the Cradle to Enslave"             | Alex Chandon   |
| 2000 | "Her Ghost in the Fog"                   | Alex Chandon   |
| 2001 | "Born in a Burial Gown"                  | Alex Chandon   |
| 2001 | "No Time to Cry"                         | Alex Chandon   |
| 2001 | "Scorched Earth Erotica"                 | Alex Chandon   |
| 2003 | "Babalon A.D. (So Glad for the Madness)" | Wiz            |
| 2003 | "Mannequin"                              | Thomas Mignone |
| 2003 | "The Promise of Fever"                   | Paul Allender  |
| 2004 | "Nymphetamine"                           | Dani Jacobs    |
| 2005 | "From the Cradle to Enslave"             | Steve Graham   |
| 2006 | "Temptation"                             | Adam Mason     |
| 2007 | "Tonight in Flames"                      | Paul Allender  |
| 2007 | "The Foetus of a New Day Kicking"        | Bam Margera    |
| 2008 | "Honey and Sulphur"                      | Michael Maxxis |
| 2009 | "The Death of Love"                      |                |